# Inez Pijnenburg
W.R.J.M. (Inez) Pijnenburg-Adriaenssen (13 mei 1949) is een Nederlandse politica van de VVD. Ze werd in 2008 aangesteld als burgemeester van de Gelderse gemeente Heerde.

## Levensloop
Pijnenburg studeerde Frans en was vervolgens op verscheidene middelbare scholen lerares en decaan.
Vanaf 1990 was zij voor de VVD politiek actief in de Gelderse hoofdstad Arnhem. Van 1999 tot 2002 was zij lid van de Provinciale Staten van Gelderland en van 2002 tot 2006 was zij wethouder van Arnhem. Haar portefeuille bestond uit economische en sociale zaken, externe betrekkingen, public relations, promotie, evenementen, het Knooppunt Arnhem-Nijmegen en de regio. In 2006 fungeerde zij als lijsttrekker van de Arnhemse VVD bij de gemeenteraadsverkiezingen. Haar partij viel echter buiten de boot bij de vorming van de nieuwe coalitie. Daarom zat zij van 2006 tot medio 2007 in de gemeenteraad.
Van 16 juli 2007 tot 14 maart 2008 was Pijnenburg waarnemend burgemeester van de Gelderse gemeente Neder-Betuwe. Vanaf 16 mei 2008 is zij burgemeester van Heerde. Voor de beide gemeenten is zij de eerste VVD'er en vrouw als burgemeester, opmerkelijk voor gemeenten waarin in de regel mannelijke personen van confessionelen huize burgemeester waren.
Haar voorganger was de CDA'er Willem Hoornstra; deze vertrok op 1 september 2007 naar de Friese gemeente Gaasterland-Sloten. Tussentijds nam Cees van der Vliet het burgemeesterschap waar.
Per 15 oktober 2017 vertrok ze als burgemeester van Heerde. Met ingang van die datum is Fred de Graaf benoemd tot waarnemend burgemeester van Heerde.

## Persoonlijk
Inez Pijnenburg is getrouwd en heeft twee kinderen.